# Gardenia tahitensis
Gardenia tahitensis, en su lugar de origen denominada tiaré, tiare māori, tiare Tahiti o flor de Tahiti; es una especie de arbusto con un poderoso aroma a jazmín, que está presente en gran parte de las islas sur del Pacífico hasta Vanuatu.
Observada por primera vez por los habitantes polinesios; muchos milenios después ha sido vista por Johann Georg Adam Forster. El naturalista de la segunda circunnavegación de James Cook, la describió erróneamente esta flor como Gardenia jasminoides. Una primera muestra fue recogida y llevada a Europa por Dumont d'Urville en 1824.

## Descripción
La "tiaré tahiti", literalmente flor de Tahití, es un arbusto tropical perennifolio que alcanza hasta 4 metros de altura. Las hojas son de apariencia lustrosa, de 5 a 16 cm, las flores generalmente son de color blanco, no obstante también pueden encontrarse de color amarillo, y se presentan de mayo a septiembre, comúnmente con los pétalos sutilmente dispuestos en forma de hélice. 
Algunas características de la flor:

Detalles
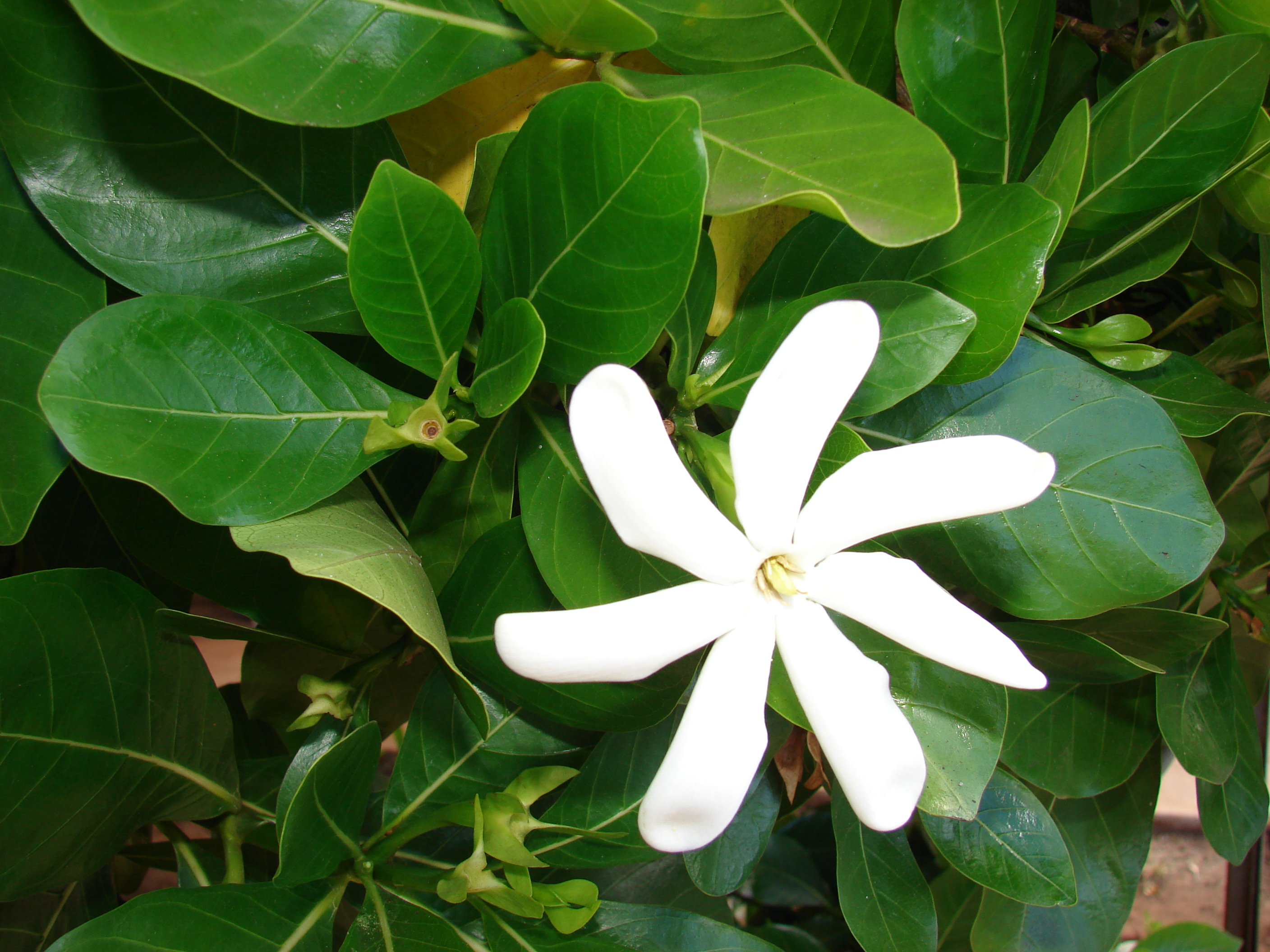
Flor
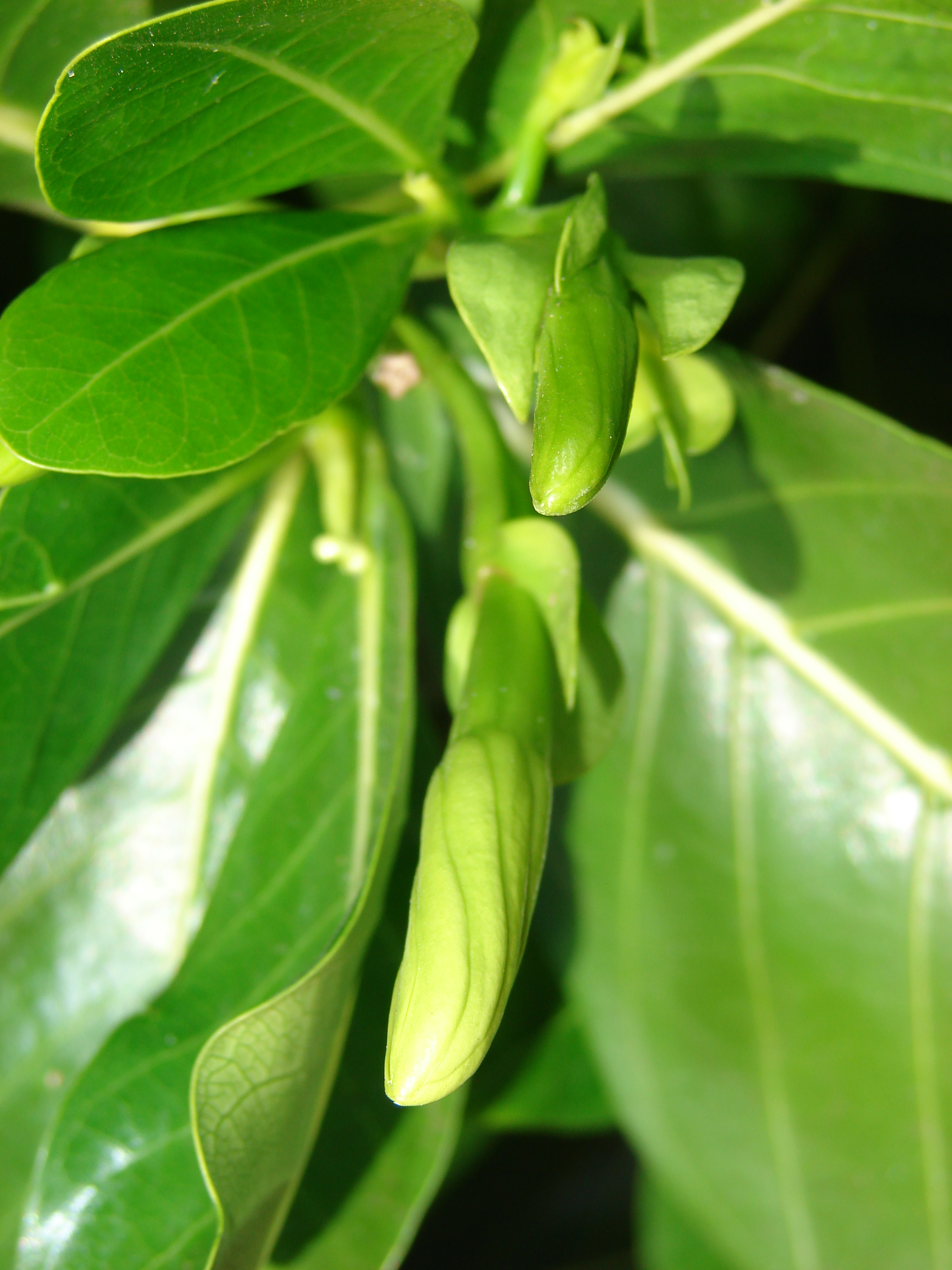
Botón floral.
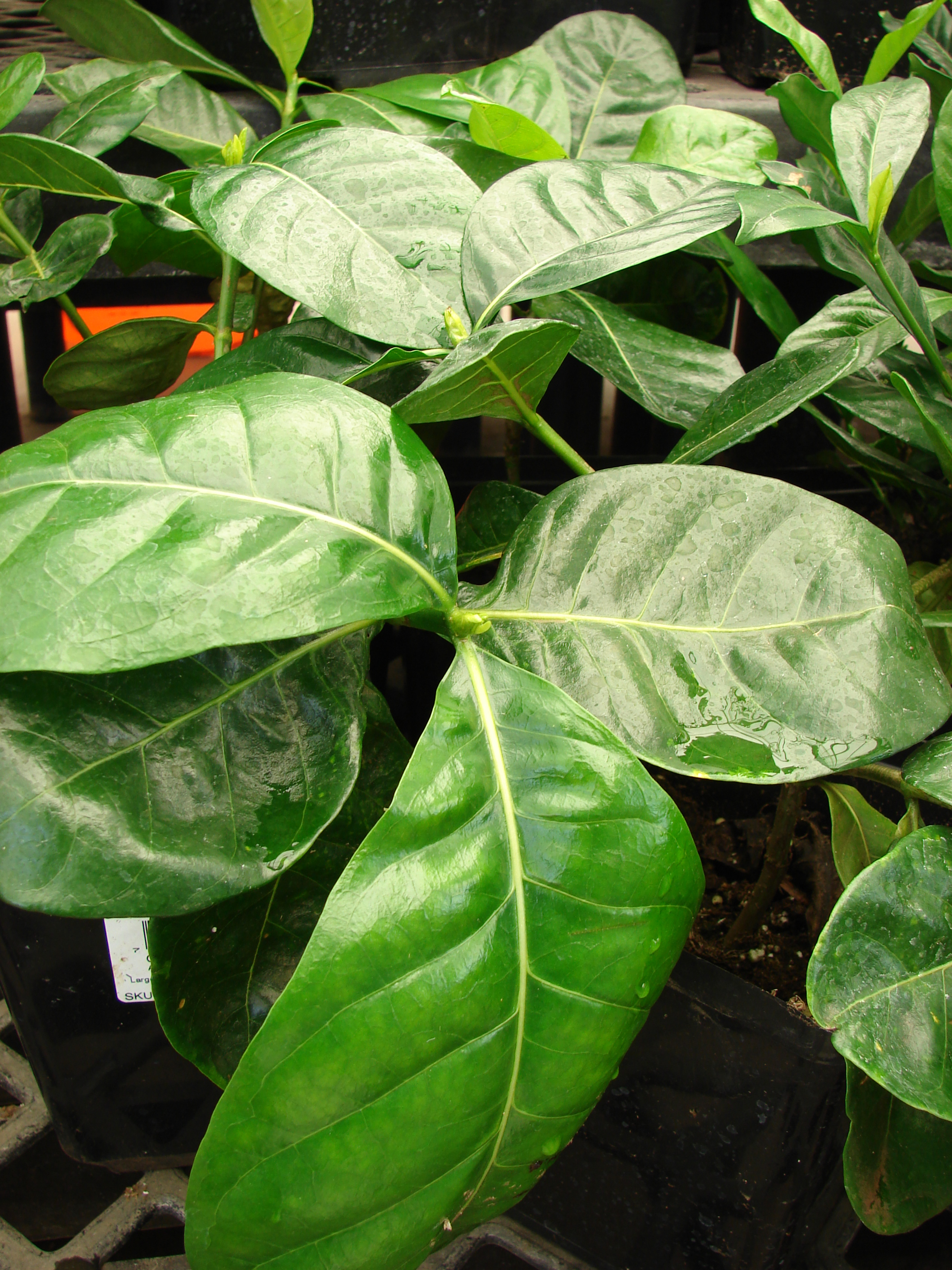
Follaje.
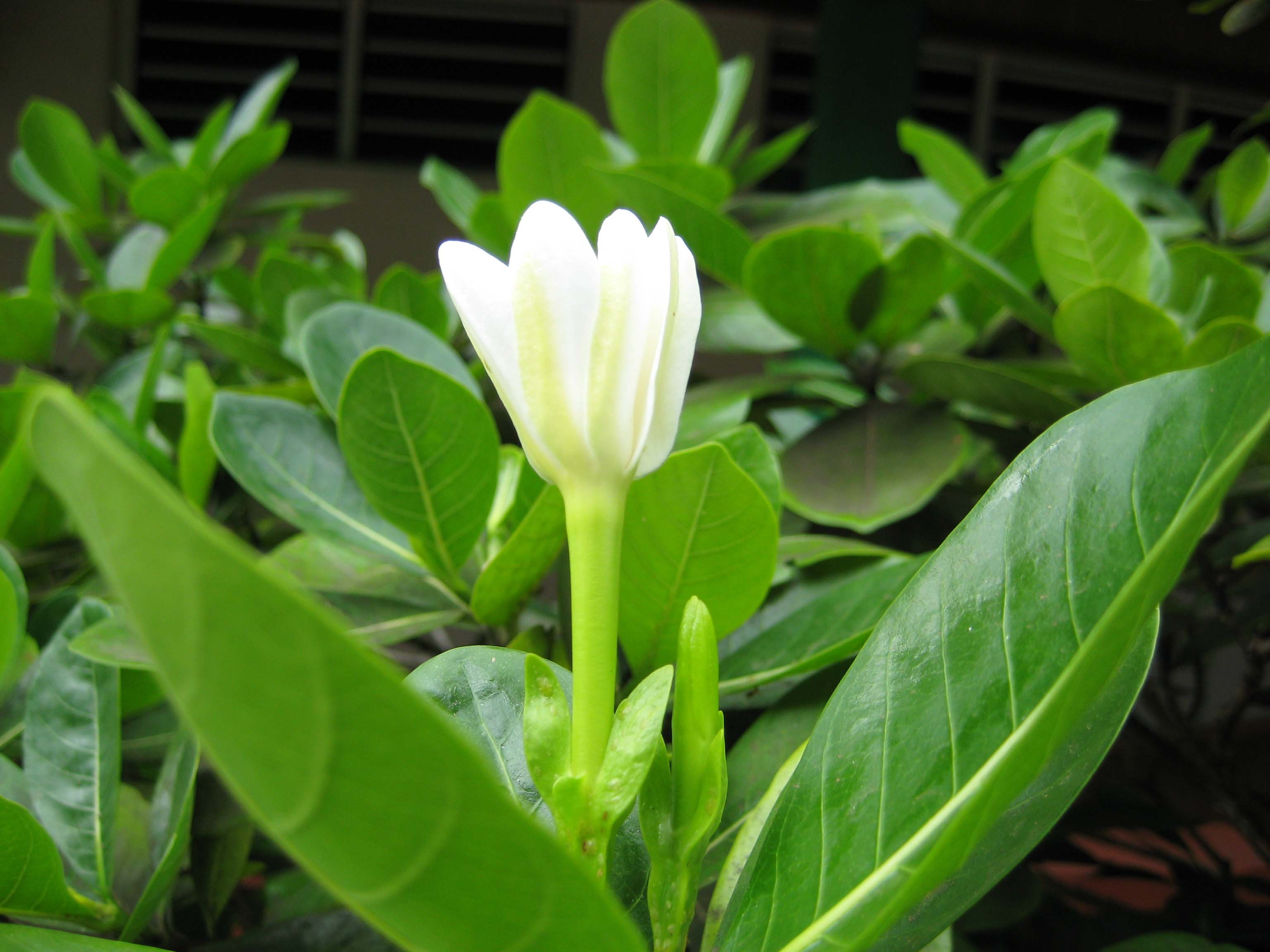
Flor abriendo.
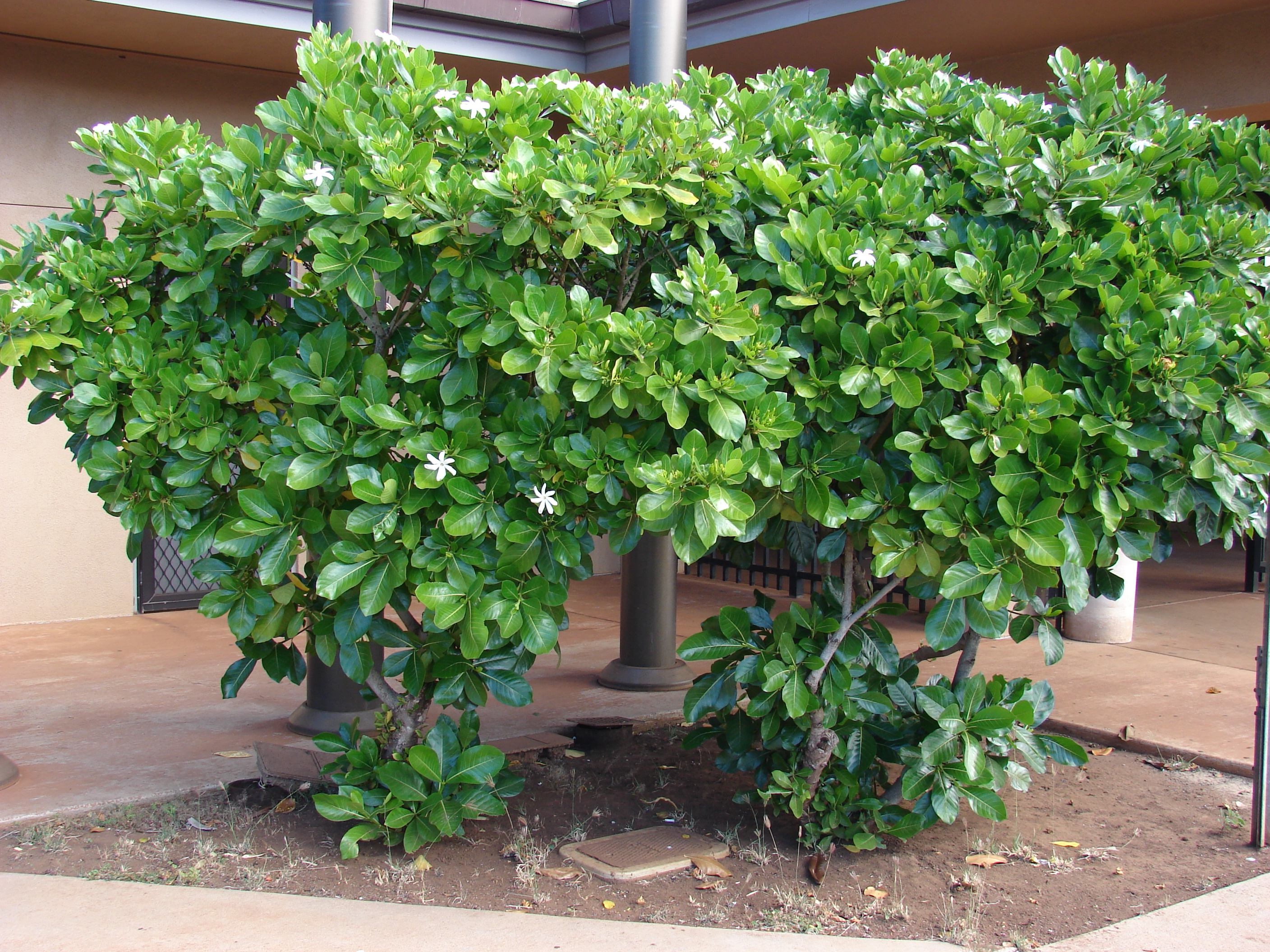
La planta en arbusto.

## Usos

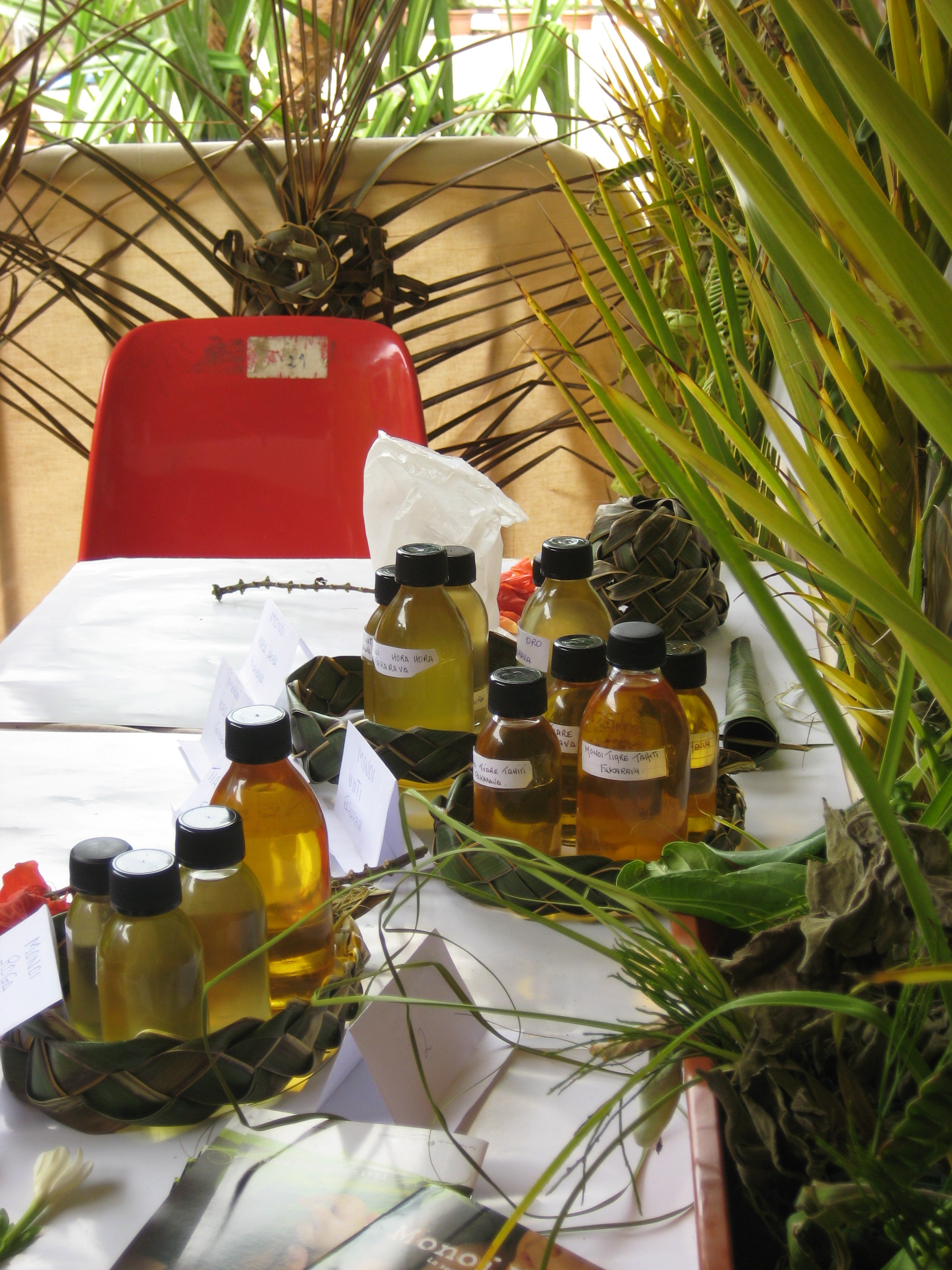
El aceite de monoï se obtiene por maceración de flores de tiaré en aceite refinado de coco.

Para obtener el aceite de «monoï», las flores de tiaré se maceran en aceite de coco, se exponen al sol durante varios días y el aceite obtenido se usa principalmente en cosmética, como tratamiento para el cabello y la piel.
Esta flor es el emblema nacional de la Polinesia Francesa.

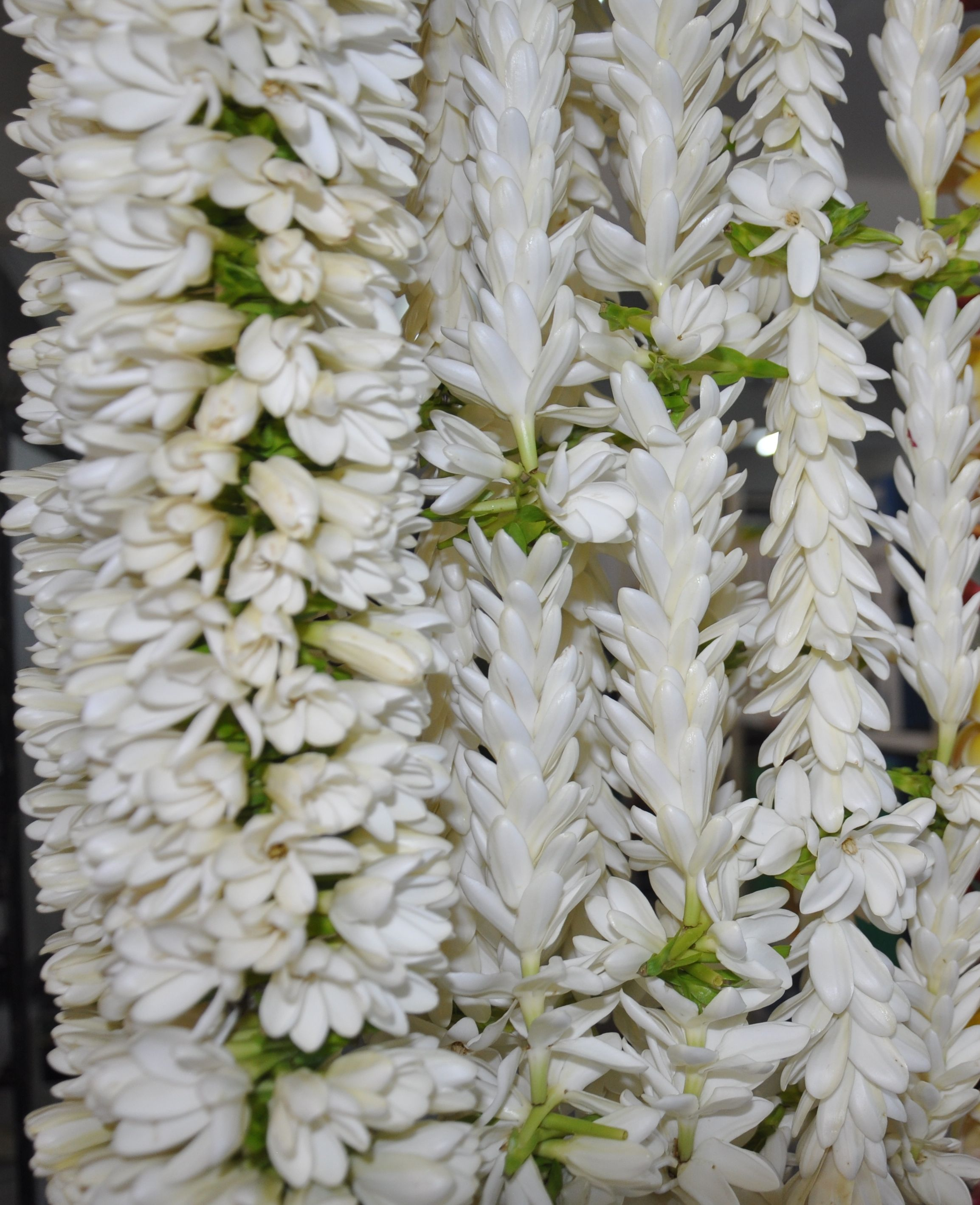
Collar de flores de tiaré Tahiti

También se puede elaborar el aceite de monoï con las flores de tiaré cosechadas como brotes, utilizadas a más tardar el día de su cosecha. Estos son macerados en aceite de coco refinado durante un máximo de diez días, con un porcentaje mínimo de diez flores por litro. Este proceso de fabricación, común a todos los productores de "monoï de Tahiti", es un método similar al "enfleurage" en perfumería. 
Las flores de esta especie también se usan para elaborar coronas para adornos festivos.
La compañía aérea Air Tahiti Nui utiliza la flor de tiaré como emblema.

## Costumbres
Cada persona que llega a la Polinesia Francesa tradicionalmente recibe un collar de tiaré o una flor que se coloca detrás de la oreja.

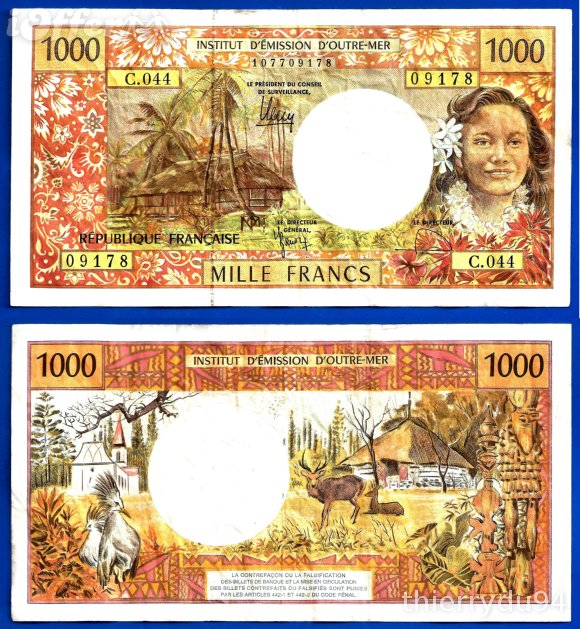
Muchacha llevando una tiaré, imagen en un billete de 1000 francos CFP.

Es costumbre local que las mujeres usen las flores de esta especie (así como la flor del hibiscus), mientras que los hombres usan solo los botones florales. Además, si la flor se lleva en la oreja izquierda, significa que la persona no está en busca de compañía, pero si la lleva en la derecha, significa que la persona está disponible.

## Composición química
Su aceite esencial es rico en ingredientes activos tales como:
- salicilato de metilo cuya efecto calmante se reconoce
- benzoato de etilo
- hexanol
- alcohol fenetílico

## Nombres vernáculos
- Tiare tahiti, tiare mā’ohi (Tahití)
- Tiare māori (Islas Cook)
- Pua samoa, pua fiti (Samoa)
- Siale tonga (Tonga)

## Taxonomía
Gardenia tahitensis fue descrita por DC., 1830.

### Etimología
Gardenia: nombre genérico que fue nombrado por Carl Linnaeus en honor de Alexander Garden (1730-1791), un naturalista escocés.
Tahitensis: epíteto latíno que significa "oriunda de Tahiti"

### Sinonimia
- Gardenia florida: Este nombre fue el primero y constituye una identificación errónea por parte del naturalista Georg Forster.[3]
- Gardenia tahitensis: Es la denominación comúnmente aceptada, no obstante, es considerado a menudo como un nombre equivocado puesto que el tiaré no es nativo ni naturalizado de Tahití.
- Randia tahitensis: Según algunos autores, es la denominación más acertada para esta especie.[4]
- Gardenia weissichii